# Bernard de Chalvron
Pour les articles homonymes, voir Chalvron.
Bernard Guillier de Chalvron appelé Bernard de Chalvron, né le 12 avril 1911 à Blois et mort le 12 décembre 1990 à Boulogne-Billancourt, est un diplomate et un résistant français.

## Biographie
Bernard de Chalvron nait le 12 avril 1911 à Blois où son père Guy Guillier de Chalvron , officier de carrière, était affecté. Il meurt le 12 décembre 1990 à Boulogne-Billancourt.
Il se marie en 1943 avec Solange Massias. Il est le père de Bernadette Roussille, inspectrice générale des affaires sociales, Jean-Guy de Chalvron, inspecteur général de l'Administration du Ministère de l'Intérieur et Alain de Chalvron, journaliste.

### Formation
Bernard de Chalvron fréquente le collège de l'Immaculée-Conception à Laval, puis poursuit ses études à la faculté de droit de Paris. Il est licencié en droit et diplômé de Sciences Po.
Il est lauréat du « grand » concours des affaires étrangères.[réf. nécessaire]

### Résistance
Libéré de l'Oflag XIA en 1941, il rejoint son administration, le ministère des Affaires étrangères à Vichy.
Il entre alors en résistance, d'abord de façon informelle puis en participant à la création du noyautage des administrations publiques (super-NAP) en 1942. Après que son fondateur Claude Bourdet est arrêté, Chalvron en prend la présidenceen mars 1944. Il fournit des copies des rapports des réunions menées par le gouvernement de Vichy à l'ambassade américaine, dont des informations sur le traitement des Juifs.
Il est arrêté par la Gestapo en mai 1944, condamné à mort et déporté au camp de Buchenwald en mai 1944,. Il est libéré par les Américains en avril 1945.

### Carrière diplomatique
Bernard Guillier de Chalvon est un diplomate de tendance gaulliste.
Au début du régime de Vichy, il sert comme conseiller politique à l'Algérie française auprès du maréchal Pétain. Il est ensuite remplacé par Jacques Tiné. Il a été décoré de l'ordre de la Francisque.
Atteint de tuberculose à son retour de déportation, il reprend le travail progressivement au ministère des affaires étrangères. Il part comme attaché d'ambassade à Rabat. De 1946 à 1948, il travaille à nouveau dans l'administration centrale comme chef adjoint du département Europe centrale.
En 1948, il est nommé conseiller d’ambassade à Madrid jusqu'en 1952, puis consul général à Düsseldorf (1952-1955).
Il est ensuite conseiller politique du gouvernement militaire français de Berlin (1955/1962). Il crée la délégation permanente de la France auprès de l’office européen des Nations unies à Genève, avec rang d’ambassadeur (1963/1970).
De 1970 à 1973, il est conseiller diplomatique du gouvernement. Il crée en 1974 l’ambassade de France auprès de la République démocratique allemande (1974/1977).

### Décorations
- Commandeur de la Légion d'honneur
- Grand-croix de l'ordre national du Mérite
- Médaille de la Résistance française avec rosette (décret du 24 avril 1946)[15]
- Médaille de la Liberté (USA)
- Ordre de la Francisque